# Ziemiaństwo
Ziemiaństwo kallades i Polen den samhällsklass som bestod av personer som ägde stora gods. 1496 års konstitution begränsade detta till ärftlig adel. När Polens marskonstitution kom 1921 avskaffades adeln, men samhällsklassen finns kvar. De har sedan kommunismens fall försökt ogiltigförklara 1944 års jordreform.